# O Crocodilo
O Crocodilo é um conto do autor russo Fiódor Dostoiévski, que narra a história de um homem que foi engolido por um crocodilo em uma exposição, apesar disso se mantém vivo.
O Crocodilo data de um período ainda prematuro do autor; período, esse, de uma evolução literária em que já não restavam dúvidas sobre o seu génio. O mesmo não acontece com outras novelas e contos – como em O Ladrão Honesto, A mulher Alheia e o Homem debaixo da Cama e Polzunkov -, já que todos essas datam de uma fase da vida de Dostoiévski de O Idiota, obra emblemática de entre aquelas igualmente notáveis. Porém, essa fase – dos seus vinte e poucos anos – em que, por assim dizer, se desconhecia ainda o rumo e o valor da obra do mestre em Humilhados e Ofendidos -, é ainda assim a mais satírica e humorística.
As novelas, essas, escritas entre 1846 e 1849 – data da prisão do escritor – acusam uma certa desorientação, pois não exprimem o realismo de Pobre Gente – o seu romance de estreia -, nem o gosto místico de O Duplo.
Em verdade, as novelas da primeira fase da carreira dostoiévskiana, indiciam o lado satírico e humorístico do romancista, roçando a mais desenfreada e corrosiva bufonaria, como é em O Crocodilo. (Lembre-se que, neste período, Nicolau Gógol dava graças do seu génio em algumas das suas brochuras, e que o realismo era, por assim dizer, a grande corrente artística russa, que nem a Alexandre Púchkin foi possível renunciar).
Nas novelas da juventude de Dostoiévski, o grotesco, pois, esconde muitas coisas, mas a coisa mais importante que esse suposto grotesco esconde é essa mensagem suprema, segundo o qual a sublimidade da vida está no mais improvável destino do homem, em condições ridículas e grotescas dessa criatura condenada a espiar um destino sem remissão.
O Crocodilo acusa essa mesma sublimidade pelo facto de um indivíduo ser deglutido por um crocodilo, como se aí residisse o busílis da obra dostoiévskiana pelo inverosímil e o grotesco. De um momento para outro, vemos um homem aparentemente encantador ser engolido de um trago por um animal, cujos poderes simbólicos da sua alma e natureza derivam de uma alusão aos perigos que o homem é vítima em tempo de materialismos e ridículas ignorâncias.
Durante a narração – em primeira pessoa – de um fiel amigo da vítima, somos transportados para mundos inverosímeis e satíricos. O narrador conta assim o infortúnio que se abateu sobre o seu companheiro, e, no entanto, acaba por cair no mais perfeito desconhecimento do estado de aparente ventura dessoutro, a quem devotou grande estima ao longo da vida.